# Delias eucharis
Delias eucharis je pestře zbarvený, středně velký motýl z čeledi běláskovitých, hojně se vyskytující v Jižní a Jihovýchodní Asii. Dospělci tráví většinu života v korunách stromů, odkud však slétá za kvetoucími rostlinami, často navštěvuje zahrady. Živnou rostlinou tohoto běláska jsou rostliny z čeledi ochmetovité (Loranthaceae).